# Касноантички и средњовековни мозаици у Италији
Италија има најбогатију колекцију касноантичких и средњовековних мозаика на свету. Иако је уметнички стил посебно повезан са византијском уметношћу и многе италијанске мозаике су вероватно направили  уметници и занатлије који су говорили грчки, изненађујуће је мало значајних мозаика преосталих на основним византијским територијама. Ово је нарочито изражајно пре византијског иконоборства из 8. века.

## Касноантички мозаици
„Рани римски мозаици припадали су поду“; осим у Нероновој Златној кући (Domus Aurea), мало је доказа о амбициозним зидним мозаицима пре хришћанског периода, чак и у Помпеји и околним местима, где су шансе за опстанак биле веће него другде. Чувени Александров мозаик (око 100.) из Помпеја био је под, а главна употреба вертикалних мозаика била је за места неприкладна за фреске, као што су фонтане, купатила и баштенска архитектура, укључујући веома популарне нимфеуме.
Раскошни подни мозаици пронађени у вилама настављају се у касноантичко доба, укључујући оне у Вили Романа дел Казале на тргу Армерина и Гладијаторски мозаик, оба из 320-их година. Насупрот томе, подови ранохришћанских цркава садржали су врло мало фигуративне уметности, без сумње углавном зато што се сматрало неприкладним ходати по светим сликама. Подови цркви су углавном геометријски, са малим сликама животиња у преградама. Највећи сачувани изузетак је под катедрале у Аквилеји, који је најранији велики хришћанскои мозаик у Италији, и датира из 314-318. Има велике слике хришћанских симбола какви се виде у римским катакомбама, укључујући Доброг пастира и Јону и кита, али нема директних приказа Христа. Јулијев гроб, испод базилике Светог Петра у Риму такође има симболичне слике, укључујући и чувену слику Христа као бога сунца у својој кочији. Такође има златну подлогу која се обично не виђа до краја 4. века.

### Касноантички Рим

#### Санта Костанца
Мозаици из 4. века у црквама Рима имају мало савремених еквивалената на другим местима. У Латеранској базилици било је мозаика који је изградио цар Константин Велики из 312. Најраније су сачуване у Санта Костанци, изграђеној за време Константина и маузолеју његових ћерки Константине и Хелене. Ови мозаици украшавају и зидове и плафоне цркве, приказујући библијске сцене, углавном из Старог завета, окружене реком која тече, али уништени су 1620. године и сачувани су само у неким скицама. Засвођени плафон деамбулаторијума задржао је своје мозаике од 324-326. различитих декоративних облика са малим птицама, фигурама, пасторалним сценама, путима, лишћем. Упркос напорима историчара уметности да извуку хришћански симболизам из ових компоненти, склоп је у суштини изведен из паганских украсних шема за велике грађевине. Рад је веома квалитетан и у добром стању, и рестауриран. Ту је и мозаик у апсиди из 5. века Traditio legis са стојећим мало брадатим Христом са подигнутом руком. Остале су још неке сцене из истог периода, у великој мери рестауриране.

#### Санта Пуденцијана
Санта Пуденцијана има мозаик апсиде из 384-389. са необично компликованом композицијом Traditio Legis. Христ са великом брадом седи на богатом трону украшеном драгуљима испод великог сrux gemmata (крста украшеног драгуљима) на малој планини. Христ је окружен двема групама од по пет апостола, на челу са светим Петром и Павлом, који имају ловорове венце на главама које држе две женске фигуре које представљају цркву Јевреја и пагана (не-Јевреја). Иза Христа се протеже пронаос са поплочаним кровом, изнад којег се види велики градски пејзаж са величанственим зградама. На небу су велики симболи јеванђелиста. Мозаик је мало рестауриран.

#### Санта Марија Мађоре
Санта Мариа Мађоре има велику површину мозаика, вероватно из 432-440. Они покривају апсиду, "тријумфални лук" (еквивалент луку припрате) и делове, првобитно много веће, зидова наоса, где је 27 од оригиналних 42 панела остало из низа сцена из Старог завета.  Налазе се тачно на врху зида и тешко их је видети. Мозаик апсиде је сада углавном Крунисање Богородице из 1295. аутора Јакопа Торитија; вероватно је првобитно био састављен од џиновских свитака са лишћем који су остали на горњим странама. Базилика Сан Клементе има сличан мозаик апсиде, који је прерађен 1299. године, након оригинала из 5. века. Тријумфални лук има најранији сачувани монументални циклус Житија Богородице, којој је посвећена црква, и сматра се да га је поставио папа Сикст III (432–440) да прославља Ефески сабор, где је Маријанска доктрина тријумфовала над несторијанством.

#### Свети Козма и Дамјан
Апсида базилике Свети Козма и Дамјан (526–530) приказује подигнутог стојећег Христа, брадатог и у обичној одећи, са Светим Козмом и Дамјаном, Светим Теодором и Папом Феликсом IV које му представљају Петар и Павле. Испод ове сцене дванаест оваца на златној подлози представљају апостоле, поред Јагњета Божијег (Агнец). Лица су издужена на византијски начин, а Свети Теодор носи одећу византијског дворјана са таблионом и раскошном одећом.

### Равена
Равена је постала престоница Западног римског царства (заменивши Милано) 402. године. Остала је престоница све до 8. века, прво Остроготске краљевине из 493. године, а затим после 540. године Византијског егзархата Равене, да би се вратила статусу малог града који је добро сачувао своје црквене грађевине, иако су владарске палате и двор изгубљени. Осам ранохришћанских споменика Равене, сви са значајним мозаицима, налазе се на листи светске баштине. То су:
- Неонијанска крстионица („Православна крстионица“) (око 430.)
- Маузолеј Гале Плацидије (око 430.)
- Аријанска крстионица (око 500.)
- Архиепископска капела (око 500)
- Базилика Сан Аполинаре Нуово (око 500)
- Теодориков маузолеј (520)
- Базилика Светог Виталија (548)
- Базилика Сан Аполинаре ин Класе (549)

### Остали градови
Милано је био главни војни центар северне Италије, контролисао путеве ка северу, и ефективна престоница Констанција II, Константиновог сина. Велика осмоугаона капела Сан Аквилино у базилици Сан Лоренцо у Милану је можда изграђена као царски маузолеј за Галу Плацидију око 400. године. Има мозаик у апсиди Traditio Legis са голобрадим Христом у белим хаљинама поред којих стоје апостоли, као део много веће шеме, који је сада остао само у фрагментима. У једној области мозаик је отпао да би открио доњи цртеж. Постоје неке фигуре светаца и купола од око 470. у базилици Сан Амброђо.
Други релативно скромни мозаици налазе се на неколико места, укључујући куполасту таваницу из 5. века у крстионици Напуљске катедрале. Непосредно изван модерне Италије, али у старијим границама, налази се Еуфразијева базилика у Поречу (Паренцо), у Истри, са обимним мозаицима од око 530. године на апсиди и тријумфалном луку. По први пут, Богородица, окружена свецима, заузима центар апсиде полукуполне композиције, са голобрадим Христом у Величанству у центру лука.

## Раносредњовековни мозаици (550—1200)

### Рим
Четири цркве у Риму имају мозаике светаца у близини места где су се чувале њихове мошти; сви ови показују напуштање класичног илузионизма за фигуре великих очију које лебде у простору. Рим је био у византијским рукама од 536-545, што може објаснити промену. То су Сан Лоренцо фуори ле Мура (580.), Сан Агнесе фуори ле Мура (625—638), Санто Стефано Ротондо (640.), и капела Сан Венанцио у Латеранској базилици (око 640.). Једини познати мозаици из 8. века су они у гробној капели папе Јована VII у старој базилици светог Петра, који су забележени на цртежима пре рушења зграде, а од којих су неки фрагменти спашени. Око централне Богородице у молитви, са папом који клечи, налазила су се три регистра сцена из Христовог живота.
Са политичком стабилношћу коју је донело франачко освајање Италије, дошло је до новог налета израде великих римских мозаика у периоду Каролинга. Велика сала (триклинијум) Латеранске палате имала је верске мозаике у својој полукуполи у облику апсиде који су преживели, сада померени напоље и веома тешко рестаурирани. Пет цркава у Риму има мозаике из овог периода: Сан Нерео и Ачилео (око 814.) има иконографски ексцентричан програм на источном крају, док Санта Праседе и Санта Цецилија ин Трастевере (око 820.) и Сан Марко (између 828. и 848) све имају полукуполе које следе ону из базилике Свети Козма и Дамјан (526—530) са Светим Петром и Павлом који представљају мученике и Папом донатором који носи модел цркве. Санта Марија ин Домника (око 820.) има устоличену Богородицу са дететом усред светаца и анђела.

### Монте Касино
Отприлике у 10. веку, способност израде висококвалитетних мозаичких радова у Италији је изгубљена, а најбољи рад су креирали тимови које су византијски цареви слали као дипломатске услуге. Крајем 11. века локално занатство је почело да оживљава, без сумње са неким почетним византијским доприносом. Важни мозаици у опатији Монте Касино, које су израдили византијски мајстори између 1066. и 1071. године, када је Дезидерије, будући папа Виктор III, био опат, сви су нестали (осим малих фрагмената) много пре него што је опатија уништена америчким ваздушним нападом 1944. године. Њихов стил је вероватно био сличан преосталим деловима шеме у катедрали у Салерну, коју је око 1085. године створио Дезидеријев близак колега. Према хроничару опатије Лаву из Остије, Дезидерије је обезбедио да монаси науче вештине грчких занатлија.

### Норманска Сицилија
Капела Палатина је краљевска капела норманских краљева Сицилије у Норманској палати у Палерму, а наручио ју је Руђер II Сицилијански 1132. године. У почетку су грчке занатлије биле увезене, али се чини да су касније радове, у прилично мање префињеном стилу, радиле локалне занатлије 1160-их и 1170-их. Катедралу у Чефалу је такође започео Руђер са грчким уметницима 1130-их, али комплетна шема мозаика никада није завршена. Црква Марторана у Палерму има мозаике из истог периода, али у мало другачијем стилу.
Катедрала у Монреалеу је започета 1174. године и има највећу површину мозаика пре 1200. која је преживела у Италији. Норманска палата и замак Циза у Палерму имају једине значајне плоче секуларних мозаика које су преживеле из тог периода, вероватно од око 1170. године, од којих оба показују значајан исламски утицај, иако то може одражавати византијски стил за такав рад. Конфронтиране фигуре птица, стрелаца и лавова постављене су око дрвећа у геометријским шемама.

### Венеција
Најранији преостали мозаици у околини Венеције налазе се на острву Торчело, где се у катедрали налази мозаик апсиде из касног 12. века чувене лепоте, Богородице Одигитрије, изолован на огромној златној позадини. Из истог периода је и Страшни суд на западном зиду; остали мозаици у катедрали су са почетка 12. и можда 11. века. Црква Санта Марија е Сан Донато на оближњем острву Мурано има сличан мозаик, али из 13. века, мозаик Девице, као и опус сектилни под из 1140.
Садашња базилика Светог Марка у Венецији почела је са радом 1061. године, а њени зидови су у потпуности украшени мозаиком, често мењаним, а радови су настављени до 17. века. Црква Светог Марка је највећа од преосталих зграда у Равени, на Сицилији, Турској и Грчкој, које задржавају јединствени утицај пуне унутрашњости од мозаика. Неки трагови мозаика од пре разорног пожара 1106. вероватно су остали, али већина оригиналних мозаика датира из наредна три века, иако су често у великој мери рестаурирани или у потпуности прерађени као копије. Од византијског стила прелазе у романички. Каснији ренесансни додаци на срећу нису претерано истакнути, јер се генерално сматрају несрећним грешкама.
Ото Демус верује да су ране мозаике креирале локалне радионице према скорашњем византијском раду, а можда су укључивале или обучаване од стране Грка. Шта год да је некада било, у граду једва да је остало још неко дело мозаика.

## Период високог средњег века (1200—1400)

### Рим
Папа је 1220-их морао да затражи од Венеције мајсторе да изведу мозаик апсиде базиликеСветог Павла изван зидина, али крајем 13. века Рим је поново био у могућности да произведе фине мозаике са локалним тимовима. Од овог периода почињу да се познају уметници одговорни за њихов дизајн; били су пре свега сликари, а вероватно су углавном одговорни за дизајн, радећи са стручним тимовима мозаичара. Најзначајнији из овог првог периода су Пјетро Кавалини, Јакопо Торити и Ђото.